# Rolls-Royce Ghost
Rolls-Royce Ghost – samochód osobowy klasy luksusowej produkowany pod brytyjską marką Rolls-Royce od 2009 roku. Od 2020 roku produkowana jest druga generacja modelu.

## Pierwsza generacja

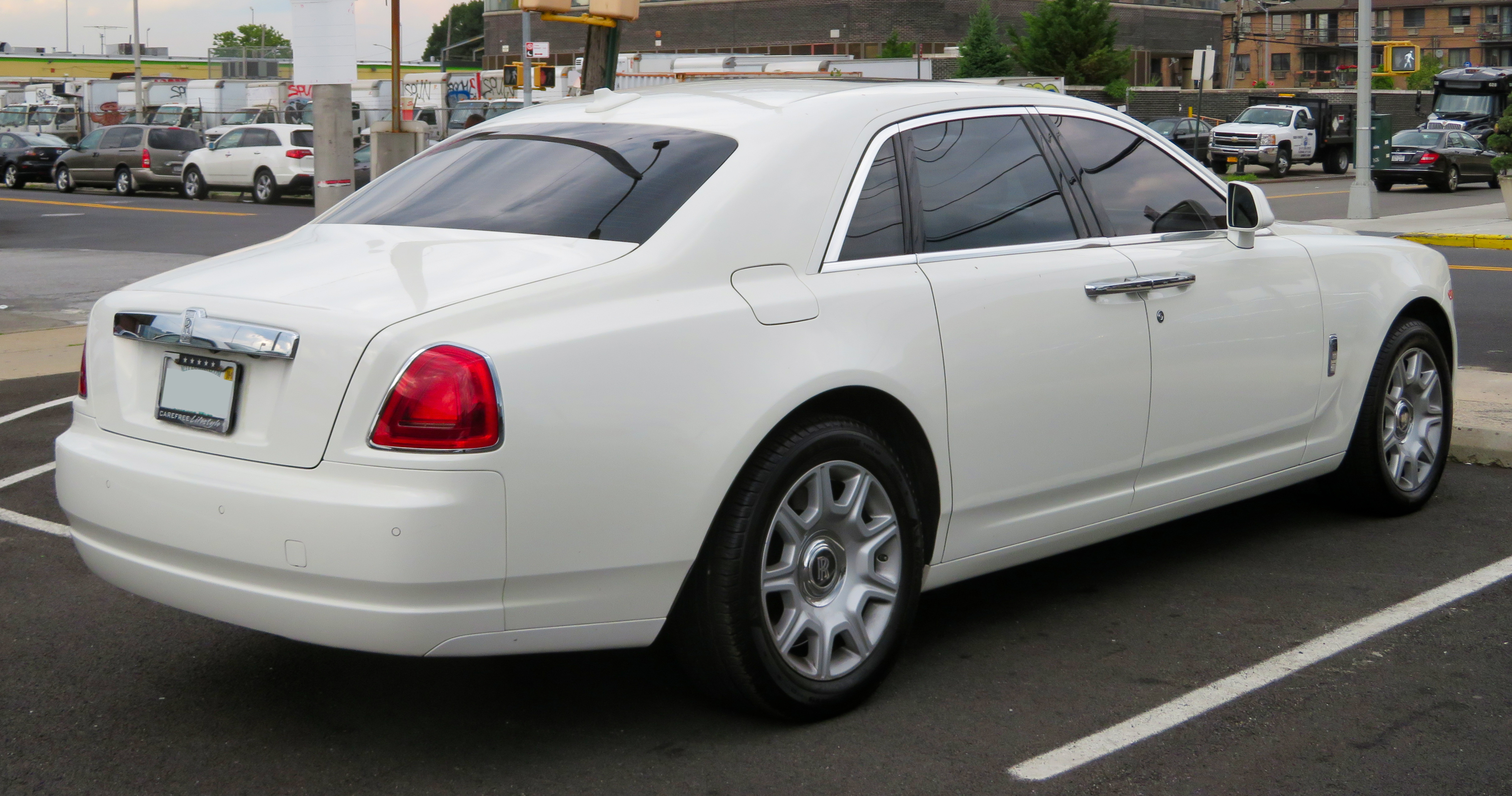
Rolls-Royce Ghost I - tył

Rolls-Royce Ghost I został zaprezentowany po raz pierwszy w 2009 roku.
Pojazd zadebiutował podczas targów motoryzacyjnych we Frankfurcie we wrześniu 2009 roku. Konstrukcyjnie samochód oparto na płycie podłogowej BMW serii 7. W 2013 roku producent zaprezentował wersję Rolls-Royce Ghost Alpine Trial Centenary Collection. Specjalna edycja została zainspirowana historią. Nowy model nawiązuje do legendarnego Silver Ghosta, który brał udział w Austrian Alpine Trials w 1913 roku, kiedy zespół Rolls-Royce Works Team z Jamesem Radleyem za kierownicą wygrał mierzący blisko 3000 kilometrów wyścig wytrzymałościowy.
4 marca 2014 roku na salonie motoryzacyjnym w Genewie zaprezentowano zmodernizowaną wersję auta o nazwie Rolls Royce Ghost Series II. W stosunku do poprzedniego modelu zmienił się m.in. kształt przednich świateł, które zostały wyposażone w światła do jazdy dziennej wykonane w technologii LED. Na wyposażeniu auta znalazł się m.in. nowy system nawigacji z 10,5-calowym ekranem i pokładową siecią WiFi.

### Silnik
- V12 6,6 l (6592 cm³), 4 zawory na cylinder, DOHC, bi-turbo
- Średnica × skok tłoka: 89,00 × 88,30 mm
- Stopień sprężania: 10,0:1
- Moc maksymalna: 570 KM (419,5 kW) przy 5250 obr./min
- Maksymalny moment obrotowy: 780 Nm przy 1500 obr./min

### Osiągi
- Przyspieszenie 0-100 km/h: 4,9 s
- Prędkość maksymalna: 250 km/h
- Średnie zużycie paliwa: 13,6 l/100 km

## Druga generacja
Rolls-Royce Ghost II został zaprezentowany po raz pierwszy w 2020 roku.
Pierwsze zdjęcia zamaskowanego, przedprodukcyjnego Ghosta drugiej generacji pojawiły się po raz pierwszy w internecie w lutym 2019 roku. Fotografie ukazały ewolucyjny kierunek zmian, w ramach którego samochód zyskał wyraźniej zaznaczone proporcje nadwozia, masywniejszy przód i większe reflektory.
Samochód został zbudowany na nowej platformie Rolls-Royce'a, którą kryje już Phantom II oraz SUV Cullinan. Oficjalna premiera modelu ma odbyć się w pierwszych miesiącach 2020 roku.

### Silnik
- V12 6.75l